# Corumbá de Goiás
Corumbá de Goiás is een gemeente in de Braziliaanse deelstaat Goiás. De gemeente telt 9.372 inwoners (schatting 2009).

## Aangrenzende gemeenten
De gemeente grenst aan Abadiânia, Alexânia, Cocalzinho de Goiás, Pirenópolis en Santo Antônio do Descoberto.